# Woodbastwick
Woodbastwick es un pueblo y una parroquia civil del distrito de Broadland, en el condado de Norfolk (Inglaterra). Tiene una población estimada, a mediados de 2019, de 390 habitantes.

## Geografía
Según la Oficina Nacional de Estadística británica, Woodbastwick tiene una superficie de 18,83 km².

## Demografía
Según el censo de 2001, Woodbastwick tenía 362 habitantes (51,93% varones, 48,07% mujeres) y una densidad de población de 19,22 hab/km². El 16,3% eran menores de 16 años, el 75,97% tenían entre 16 y 74 y el 7,73% eran mayores de 74. La media de edad era de 44,64 años. Del total de habitantes con 16 o más años, el 26,07% estaban solteros, el 63,7% casados y el 10,23% divorciados o viudos.
El 95,86% de los habitantes eran originarios del Reino Unido. El resto de países europeos englobaban al 1,93% de la población, mientras que el 2,21% había nacido en cualquier otro lugar. Según su grupo étnico, todos los habitantes eran blancos. El cristianismo era profesado por el 72,22%, mientras que el 18,89% no eran religiosos y el 8,89% no marcaron ninguna opción en el censo.
174 habitantes eran económicamente activos, todos ellos empleados. Había 157 hogares con residentes, 8 vacíos y 3 eran alojamientos vacacionales o segundas residencias.